# HYDE［INSIDE］
『HYDE［INSIDE］』（ハイド インサイド）は、日本のロックバンド・L'Arc〜en〜Ciel、VAMPSのボーカリストで、シンガーソングライターであるHYDEの5作目のアルバム。2024年9月13日に配信発売。フィジカルはCD盤が2024年10月16日、LP盤が2025年8月20日に発売。発売元はVirgin Music。

## 解説
前作『ANTI』以来約5年5ヶ月ぶりとなる5作目のスタジオ・アルバム。
本作には、＜静＞から＜動＞に活動方針を再転換してから発表されたデジタルシングル「PANDORA」「TAKING THEM DOWN」「6or9」3作の表題曲に加え、2020年以降にリリースされたシングル「BELIEVING IN MYSELF/INTERPLAY」「LET IT OUT」2作の表題曲と、デジタルシングル「DEFEAT」「ON MY OWN」を含めた13曲が収められている。ちなみに「INTERPLAY」に関しては、アルバムミックスで本作に収録されている。なお、本作のマスタリングは、前作『ANTI』に続き、グラミーエンジニアのクリス・アセンズが担当している。
ちなみに、2021年にリリースした「NOSTALGIC」「FINAL PIECE」の2曲、そして同年開催のオーケストラコンサートツアー「HYDE 20th Anniversary ROENTGEN Concert 2021」で新曲として披露されていた「SMILING」「THE ABYSS」はこのアルバムには収録されていない。この4曲は、アコースティックなサウンドを盛り込んだ＜静＞の作品として発表する『JEKYLL』を冠したアルバムに収録される予定になっている。

### 背景
前作『ANTI』を発表した後、HYDEは漫画『AKIRA』と映画『ブレードランナー』の世界観を混合した架空都市「NEO TOKYO」をステージセットとして採り入れたライヴツアー「HYDE LIVE 2019」を開催。その後、アメリカツアーおよび日本国内ツアー、さらにスターセットのライヴへのサポートアクト出演、ブリング・ミー・ザ・ホライズンの来日公演へのゲストアクト出演を経て、2019年12月に『ANTI』プロジェクトのひとつの集大成として幕張メッセ 国際展示場4〜6ホールでライヴ「HYDE LIVE 2019 ANTI FINAL」を行った。なお、この公演は、フロアでダイブやサークルモッシュが起こる盛り上がりとなり、HYDEが望む激しい＜動＞の音楽表現がかたちとなってあらわれたライヴになった。
翌2020年には、L'Arc〜en〜Cielとしてライヴツアー「ARENA TOUR MMXX」を行いながら、新たな時代の幕開けを受けてソロ名義のシングル「BELIEVING IN MYSELF/INTERPLAY」をリリースし、前年から引き続いて日本と海外でソロのライヴを行うことを予定していた。しかし、同年1月末に日本国内で初感染が確認された新型コロナウイルスが全世界で蔓延した煽りを受け、バンド及びソロ名義で計画されていた公演が中止の憂き目を見ることとなり、大幅な活動予定の変更を余儀なくされてしまった。
HYDEはコロナ禍に施行された行動規制によって自分が望むようなライヴができない状況、そして公演予定が白紙化されたことを受け、やむなく一旦活動を止めることも考えたというが、「やっぱり全員で何か仕事を生んでいかないと」と思い立ち、ライヴ活動を続けることにしている。この期間には、アコースティックライヴの他、ソロ活動の始まりとなった＜静＞の音楽活動に回帰し、着席式のオーケストラコンサートを実施した。
＜静＞の活動から再び＜動＞の激しいライヴに主眼を置いた活動に戻した後も、HYDEは断続的に楽曲のデジタルリリースを敢行。そしてアルバムの全体像が見えた2023年から、本作に収録される残り2曲の制作に取り掛かっている。HYDEはアルバム制作を振り返り「そんなに焦ってはいなかったんですよ。幸いなことに、自分のアルバムはいつまでに作れって言われるわけではないので（笑）。作れるときに作って、好きな曲が溜まったら出そうっていう感じだった」と述べている。
こうして約5年の歳月をかけて制作されたこのアルバムには、新時代を迎えた2020年初頭に発表された楽曲、コロナ禍の頃に制作された楽曲、行動規制が撤廃された後にレコーディングされた楽曲が集められることになった。HYDEはアルバム制作を振り返り「この5年の歳月は天地がひっくり返るような5年でしたね」「僕なりに時代を反映した歌詞になってたりするので言ってることが曲ごとに違うんですよね。2019年から制作していた曲は"この先は新時代が来るんだろうな"と思いながら作っていたのに、実際にはコロナ禍に突入して、次はそれが明けるのを想像するような曲だったりして。全然ベクトルが違うし、それが全部詰まっていますね」と述べている。

### 録音作業と音楽性
『HYDE [INSIDE]』の録音作業は、日本で行われている。前作『ANTI』ではアメリカ・ロサンゼルスに拠点を構え、同国の音楽プロデューサーを招聘し楽曲の共同制作を行っていたが、本作に関してはHYDEの単独プロデュースで制作されている。HYDEは今回、音源制作の環境を見直した経緯について「もうアメリカの流行をあまり取り入れなくてもいいかなと思ったんです。（中略）現地のスタッフの意見を取り入れて作ったとしても、日本とアメリカでは流行っている音楽がもちろん違うし、それがアメリカで今後流行るとも限らない。だったら僕の好きなように、自分の感性を信じて音楽を作っていこうと。基本的に日本で活動しているわけだし、その活動スタイルを保ったまま自分の音楽を海外に輸出できればいいなと思うようになりました」と述べている。なお、本作を引っ提げて行う海外ツアーについて、HYDEは「今となってはコロナ禍前のような海外志向のスタンスではあまりないですね。今回はやっとアルバムが出るから、せっかく作ったので行けるところは行ってみたいなという感じで。本当に最後というか、そういう気持ちですね。とはいえ別にこの後はやらないと決めているのではなく、攻められるところは攻めていきますけど」と述べている。
前作『ANTI』から引き続き、日本国内外のミュージシャンとコライトで楽曲制作を行っている。HYDEは共同制作を振り返り「この手法は僕の中ではもはやスタンダードというか、とてもいいなと感じてます。改めて考えて、それまでの自分は閉鎖的な環境で音楽を作ってたなと。（中略）自分ですべての作詞作曲をするのが当たり前だと思っていたんだけど、今は僕の才能をもっと引き出してくれる人を選ぶようなプロデューサー視点になっていて。世界中のコンポーザーがHYDEというアーティストのメンバーのような気持ちなんです」「自由な発想でカッコいいアルバムを作ろうと。僕がプロデューサーで映画監督のような感覚で。一番優秀なカメラマンを集めて、一番優秀な演者を集めて、僕の理想の映画を作るっていうものに近いです。そういうことを日本でやってみようと。そうやって1枚ずつシングルを出していって、完成したのが今回のアルバムです」と述べている。なお、歌のメロディに関しては、基本的にHYDEが手掛けている。ちなみにHYDEは、この楽曲制作スタイルについて「メタル方式」と表現しており、「楽曲だけあって、それにメロ付けたりっていうのがだいたいですね」と述べている。
今回の制作には、前作でも招聘されたドリュー・フルクやSho（MY FIRST STORY）、PABLO（Pay money To my Pain）、Ali（MONORAL）、hicoの他、新たにケビン・スラッシャー・ガルフト（エスケイプ・ザ・フェイト）やKuboty（ex.TOTALFAT）、SHOW-HATE（SiM）、Julian（ex.MAKE MY DAY）、YD（CRYSTAL LAKE）といったラウドロックやメタルコアを志向するミュージシャンが参加している。また、APAZZIやNhato、宮田“レフティ”リョウといったトラックメーカー・ソングライターも制作に加わっている。なお、HYDEは今回のサウンドについて「レンジが広くてクリアな音にしたいと考えていた」と語っている。
ちなみにHYDE曰く、今回新たに制作に参加したミュージシャンとは、スタッフやサポートメンバーからの紹介がきっかけで接点を持ったという。HYDEは本作発売当時に受けたインタビューの中で、今回参加した共同作曲者について「PABLOなんかはいろんなジャンルの人たちとも仲がいいので、そういう意味では彼から紹介してもらうことが一番多いかな」「突然デモ音源が届くこともありました。そこで初めて"あ、作ってくれたんだ"と知るみたいな。それぞれがたぶん僕を、僕のバンドをイメージして作ってくれているので、そんなにイメージが外れることもなくいい感じの曲ばかりでしたね」と語っている。
また、本作にはクリーンとシャウトの狭間のラインを保って歌う歌唱法や、これまでのHYDEの作品にあまりなかったグロウルを取り入れた歌唱が収められている。HYDEは本作発売当時に受けたインタビューの中で、ヴォーカリストとしての理想像を求めていく過程を振り返り「自分は永遠とこういうことをやってるんだなって。最終的には、本当に好きなことだけをやっていきたいとは思ってるんですけど。今はいろんな理想像があるから、それに向かって改造していくしかないですよね。今はヘヴィメタルみたいなことをやろうとしているから、カッコいい歪みのヴォーカルの人がいたりすると、負けてるなと思うんで。やっぱり悔しいじゃないですか。だからあえてそういう曲をセットリストに入れたり、そういう練習したり、いろいろ研究してますね」と語っている。なお、HYDEはアルバム発売前に開催したソロライヴツアー「HYDE LIVE 2024」で、リンキン・パークの楽曲「ギヴィン・アップ」をカバーしていたが、これは必然的に自身を練習に向かわせるため、意識的にセットリストに組み込んだという。ちなみに前記のツアーの前には、スリップノットの「デュアリティ」をライヴでカバーしていたこともあった。
HYDEは出来栄えについて「これまでになく攻撃的なアルバムだなと。それでいて、僕らしいキャッチーな部分も出ていて、面白い作品ができたと思ってます。一方で制作期間が長かったので、聴きながら途中で音楽的な趣味が変わっていることも感じましたね」「"きっとライヴで盛り上がるだろうな"とか、狙っているのはその辺だけで。もちろんプロモーションはしますけど、売れるとも思っていないし、とにかく好きなことをできたのがありがたいですね」と述べている。

### アルバムタイトル、アートワーク
アルバムタイトルは、ロバート・ルイス・スティーヴンソンが綴った小説『ジキル博士とハイド氏（原題：Strange Case of Dr.Jekyll and Mr.Hyde）』から引用されている。この小説が人間の二面性を題材にした代表的な作品であることに加え、自身のアーティスト名義との関連性を踏まえ、HYDEがタイトルに据えることを決めている。ただ、2009年に『HYDE』というタイトルでベストアルバムを発表したことがあったため、何か副題を付けたいと考えていたという。そして、「"内なるHYDE"という意味合いも出るし、ちょっと韻も踏んでる」「悪魔ってそれぞれの心の中にいる」という考えから、［INSIDE］を副題に付けることにしている。ちなみにHYDE曰く、「Mr.HYDE」という題にする案もあったという。なお、HYDEは本作収録曲の制作が始まった2020年に、同小説のタイトルをツアー名に引用したライヴ「HYDE LIVE 2020 Jekyll & Hyde」を開催していた。
HYDEは今回のアルバムタイトルについて「誰しもが心に悪魔を秘めてると僕は思ってるんで。普段の生活は、もちろん協調しないと生きていけないし、仲間のことも考えなきゃいけないですけど。もし、みんなが心の中を全部さらけ出したら大変な世の中になっちゃう。犯罪とかね。そういう意味でもみんな（『ジキル博士とハイド氏』の）"HYDE（ハイド）"を内に秘めてるんだっていう意味」と述べている。
余談だが、2024年4月25日に本作のタイトルを発表したタイミングで出演した動画配信サイトにおいて、HYDEは今後の構想にも触れており、上記の小説名をもとに『JEKYLL』というワードを使ったアルバムタイトルで、＜静＞をコンセプトにした「『ROENTGEN』の第二弾」をリリースすることを予告している。ただ、本作発売時点ではハードな路線を中断するかは決めかねており、HYDEは「（『JEKYLL』を出す）その前にまた激しい＜動＞の作品を出すかもしれない」とも語っている。
アルバムジャケットには、タトゥーの入ったHYDEの上裸姿が使用されている。HYDE曰く、本作に収録されたすべてのシングルのアートワークにタトゥーをテーマにしたデザインを入れていたことを踏まえ、アルバムのアートワークでは自身の首周りから胸にかけて入れた蛇のタトゥーを採用するつもりでいたという。HYDEは本作のデザインについて「最後は僕のタトゥーで締めるという流れを5年前に考えて作ってきたんですけど、いざできあがって冷静に見たら恥ずかしいし、なんで裸なんだろう？となっちゃって。恥ずかしさのあまり目を隠しました（笑）。最初はジャスティン・ビーバーみたいなジャケットをイメージしてたんですけどね」「最初はそこまで深く考えてなくて、いざ今回のアルバムを迎えた時"あれ？じゃあ俺、裸になるってことか？"と気付いて。正直、いろいろなところで自分の裸を見るの嫌だな～と思ったんだけど、気付いた時にはもう遅かったですね（笑）」と述べている。ちなみに上裸姿の写真は、デジタルシングル「6or9」をリリースする頃に撮影されていたという。

### リリースプロモーション
本作のリリースプロモーションとして、2024年10月5日から同年10月20日にかけて東京・原宿竹下通りにあるUNIVERSAL MUSIC STORE HARAJUKUにおいて、ポップアップストア「HYDE [INSIDE] Release Special POP-UP STORE in HARAJUKU」が開催された。このストアでは、イラストレーターの森チャックが手がけるクマのキャラクター、いたずらぐまのグル〜ミ〜とのコラボグッズなど、新たに制作された数々のオリジナルグッズが販売されている。また、内装はアルバムの世界観を踏まえた写真やモチーフを散りばめた仕様になっている。

### リリース形態
2024年10月からライヴツアー「HYDE [INSIDE] LIVE 2024 -EXTRA-」「HYDE [INSIDE] LIVE 2024 WORLD TOUR」を開催するにあたり、同年9月13日に全世界配信が開始された。なお、本作は英語圏の多くの国で不吉な日とされている『13日の金曜日』に合わせた配信リリース日が設定されている。一般的に音楽作品は、HYDEの作品に限らずオリコン週間チャートの集計期間を考慮し、月曜日もしくは水曜日に発売されることが多いが、今回ホラーやオカルト要素を好むHYDEのこだわりにより配信日がずらされている。
そして配信翌月となる2024年10月16日には、初回限定盤 (CD+BD) 、通常盤 (CD)、完全数量限定ボックスの全3形態でフィジカルアルバムが発売された。初回限定盤には、アルバムに収録された12曲のミュージック・ビデオ、リリック・ビデオが収録されたBlu-rayが付属されている。完全数量限定ボックスには、初回盤に収められたBlu-rayに加え、2022年に開催されたライヴツアー「HYDE LIVE 2022」のダイジェスト映像を収めたBlu-ray、LPサイズのブックレット、オリジナルTシャツが梱包されている。
2025年8月20日には、UNIVERSAL MUSIC STORE限定でアナログ盤（LP）がリリースされている。

## 評価

### 批評
- 音楽ライターの杉江由紀はラウドロックの作品などを取り扱うポータルサイト『激ロック』のレビューにて、本作について「レジェンダリーな経歴にまるで甘んじることなく、じっくりと5年の月日をかけ、ヴォーカリストとしての新たなる領域展開を果たし、飛躍的進化を遂げたHYDEの貪欲さとストイックさは、他に類を見ないものなのではなかろうか。才あるアーティストたちを起用しながら、自身の求めるヘヴィな音像を追求している姿も実に潔い[27]」と評している。また、杉江は楽曲について「圧もあり、歪んでもいるけれど、分離のいいサウンドメイクもクリアにしてドライ[27]」「歌われるメロディ自体が上質なこともあって、キャッチーさまでもが漂う贅沢仕上げぶりはさすが[27]」とコメントしている。- 激ロック『『HYDE［INSIDE］』DISC REVIEW』（2024年10月）
- 音楽ライターの高橋智樹は『ROCKIN'ON JAPAN』のレビューにて、「メタルコア～ヘヴィオルタナの究極形を体現するようなエクストリームな凄味に満ちたアルバム[28]」と本作について綴っている。また、高橋は「ロックのエッジを極めれば極めるほど、HYDEの表現は壮大なスケール感と、聴く者すべてを現実の重力から解き放つダイナミズムを獲得していく――。轟音と重低音の渦から妖艶な旋律を突き上げるHYDEの絶唱は、混沌の時代を生きる我々の「その先」を指し示す灼熱の希望そのものとして響いてくる[28]」「"SOCIAL VIRUS"から"LAST SONG"へと流れる終幕の展開に至るまで、すべてが熾烈な迫力と美しさに貫かれた名盤だ[28]」と評している。- ロッキング・オン『ROCKIN'ON JAPAN』（2024年12月号）

### チャート成績
- 配信開始初週となる2024年9月23日付のオリコン週間デジタルアルバムチャートとBillboard Japan Download Albumsにおいて、集計期間四日で週間4位を獲得している[1][3]。
- フィジカル発売初週となる2024年10月28日付のオリコン週間アルバムチャートにおいて、週間4位を獲得している。また、Billboard JAPANチャートでは、「Hot Albums」で5位、CDアルバムセールスを示す「Top Albums Sales」で4位を獲得している。

## 収録曲
| #         | タイトル                   | 作詞                                                          | 作曲                                                          | 編曲                                               | 時間  |
| --------- | -------------------------- | ------------------------------------------------------------- | ------------------------------------------------------------- | -------------------------------------------------- | ----- |
| 1.        | 「INSIDE HEAD」            |                                                               | HYDE, hico                                                    | hico                                               | 0:42  |
| 2.        | 「LET IT OUT」             | HYDE, Kuboty, hico, Ali                                       | HYDE, Kuboty, hico, Ali                                       | Kuboty, hico                                       | 3:31  |
| 3.        | 「PANDORA」                | HYDE, SHOW-HATE from SiM, hico, Ali                           | HYDE, SHOW-HATE from SiM, hico, Ali                           | SHOW-HATE from SiM                                 | 3:57  |
| 4.        | 「TAKING THEM DOWN」       | HYDE, Julian, hico, Ali                                       | HYDE, Julian, hico, Ali                                       | Julian, hico                                       | 2:53  |
| 5.        | 「DEFEAT」                 | HYDE, SHOW-HATE from SiM, hico, Ali                           | HYDE, SHOW-HATE from SiM, hico, Ali                           | SHOW-HATE from SiM                                 | 3:31  |
| 6.        | 「6or9」                   | HYDE, hico, APAZZI, Ali                                       | HYDE, hico, APAZZI, Ali                                       | hico, APAZZI                                       | 3:38  |
| 7.        | 「INTERPLAY (Album ver.)」 | HYDE, hico, Ali                                               | HYDE, hico, Ali                                               | Nhato, PABLO                                       | 3:14  |
| 8.        | 「ON MY OWN」              | HYDE, Kevin "Thrasher" Gruft, Aaron Edwards, Josh Wilbur, Ali | HYDE, Kevin "Thrasher" Gruft, Aaron Edwards, Josh Wilbur, Ali | Kevin "Thrasher" Gruft, Aaron Edwards, Josh Wilbur | 3:39  |
| 9.        | 「BELIEVING IN MYSELF」    | HYDE, Sho from MY FIRST STORY, Ali                            | HYDE, Sho from MY FIRST STORY, Ali                            | Sho from MY FIRST STORY                            | 3:50  |
| 10.       | 「BLEEDING」               | HYDE, Julian, hico, Ali                                       | HYDE, Julian, hico, Ali                                       | Julian, hico                                       | 3:31  |
| 11.       | 「I GOT 666」              | HYDE, Drew Fulk, PABLO, Ali                                   | HYDE, Drew Fulk, PABLO, Ali                                   | PABLO                                              | 2:52  |
| 12.       | 「SOCIAL VIRUS」           | HYDE, YD from CRYSTAL LAKE, Ali                               | HYDE, YD from CRYSTAL LAKE, Ali                               | YD from CRYSTAL LAKE                               | 4:03  |
| 13.       | 「LAST SONG」              | HYDE, Ryo "LEFTY" Miyata, hico, Ali                           | HYDE, Ryo "LEFTY" Miyata, hico, Ali                           | Ryo "LEFTY" Miyata, hico                           | 4:46  |
| 合計時間: | 合計時間:                  | 合計時間:                                                     | 合計時間:                                                     | 合計時間:                                          | 44:07 |

## 楽曲解説
1. INSIDE HEAD
  - 作曲：HYDE, hico / 編曲：hico

アルバムの始まりを告げる物悲しくも不穏な空気を漂わせるピアノの調べが印象的なインストゥルメンタル[29]。HYDEは、この曲の制作を振り返り「これまでもけっこうアルバムの1曲目はSE的なものを入れたりすることが多くて、今回もその流れを踏襲したんです。そもそも「LET IT OUT」を実質の1曲目にしたかったので、それにつながるインストを作ろうと考えて。ピアノのソロがいいなと思ったので、hicoに作曲をお願いしました[18]」と述べている。なお、この曲は、アルバムの最後に配置された「LAST SONG」で考えていたサビのメロディをもとに制作されている[21]。
2. LET IT OUT
  - 作詞・作曲：HYDE, Kuboty, hico, Ali / 編曲：Kuboty, hico

2020年11月に14thシングルの表題曲として発表された楽曲。
ヘヴィメタルとスタジアム・ロックを融合させたようなハードなナンバーで[30]、2020年9月から開催したライヴ「HYDE LIVE 2020 Jekyll & Hyde」[31]以降の公演で披露されていた楽曲となっている。この曲の制作には、Kuboty（ex.TOTALFAT）がコンポーザーとして参加している[32]。なお、HYDE曰く、この曲は前曲「INSIDE HEAD」から繋がる、アルバムの幕開けとなる位置に据えることを当初から考えていたという[21]。
この曲の歌詞は、2020年から2021年にかけて全世界で蔓延した新型コロナウイルスの影響により、多くの行動規制が敷かれた"コロナ禍の世界"を踏まえ手掛けられている。HYDEはシングル発売当時に受けたインタビューの中で、この曲のリリックについて「ライブでファンと一緒に弾けたい気持ちがあって、歌詞にはこの曲でみんな叫ぼうぜという思いを込めました。まずは叫んで、今抱えている思いを全部吐き出せと。これからが始まりという思いもあったので、"目覚めろ""新しくスタートしよう"というメッセージも入れた[30]」と語っている。
3. PANDORA
  - 作詞・作曲：HYDE, SHOW-HATE from SiM, hico, Ali / 編曲：SHOW-HATE from SiM

2022年10月にデジタルシングルとして発表された楽曲。
攻撃的なギター・サウンドと[33]、壮大なスケール感が印象的なロックナンバーとなっている[33]。デジタルのシーケンスをベースとしたトラックから、バンドサウンドへの切り替わりが、生きたグルーヴの獰猛さをかき立てていくアレンジで仕上げられている[29]。なお、この曲の制作には、SHOW-HATE（SiM）がコンポーザー、Sugi（coldrain）がギタリストとして参加している。
4. TAKING THEM DOWN
  - 作詞・作曲：HYDE, Julian, hico, Ali / 編曲：Julian, hico

2023年6月にデジタルシングルとして発表された楽曲。
ヘヴィなギターとシンセサウンドが印象的なロックナンバー。この曲のデモ音源は、Julian（ex.MAKE MY DAY）が制作している。なお、Julianは20年近く前にこの曲の原型を作っていたという[34]。HYDEは配信開始当時に受けたインタビューの中で、Julianらとの楽曲制作を振り返り「Julianが"HYDEさんに曲を書きました"と2021年に原型となる曲を持ってきてくれて。それをAliとhicoを交えてああだこうだ言いながら制作していきました。自分が歌ううえでキャッチーであることは常に大切にしてるんだけど、Julianが作ってきたデモはちょっとヘヴィメタル色が強かったので、シンセ系の音を入れたり、hicoにメロを加えてもらったり、それぞれのよさを持ち寄って作り上げましたね[35]」と述べている。
なお、HYDE曰く、この曲の歌詞は「置かれている状況や人生観を反映した[35]」という。HYDEは作詞作業を振り返り「作り始めたときはパンデミックの真っ最中で大変な時期だったけど、いつかファンと一緒にこの状況に反撃できるタイミングがきてほしいと願ってました。この曲はライブでも盛り上がるんじゃないかな。最初にJulianからデモが届いたときに、直感的に"FXXX"って叫びたいと思ったんです。それが作詞のとっかかりで[35]」と述べている。
5. DEFEAT
  - 作詞・作曲：HYDE, SHOW-HATE from SiM, hico, Ali / 編曲：SHOW-HATE from SiM

2020年12月にデジタルシングルとして発表された楽曲。
艶っぽい吐息のようなヴォイスとピアノのイントロから始まり[36]、激しいヘヴィ・ロック調に展開していくナンバー。反復するリズムとリフに相反するようなヴォーカルワークが印象的な楽曲に仕上げられている[29]。この曲の制作には、SHOW-HATE（SiM）がコンポーザー、Sugi（coldrain）がギタリストとして参加している[37]。
この曲はゲーム『デビルメイクライ5 スペシャルエディション』とのコラボレーションソングとして発表されているが、このコラボは音源制作を終えてから決定している。そのため、2019年に発表した「MAD QUALIA」と異なり、ゲームに向けた書下ろしではない。なお、HYDEは作詞作業を振り返り「事前に決まっていれば意識しますけど、この曲はできたあとにタイアップが決まったので、「デビル メイ クライ」の要素は特にないです。これはちょうどコロナ禍に作りました。コロナをウイルス側から見たイメージで書いたんです[38]」と述べている。
ウイルス側からの視点で書かれたことから、歌詞には＜俺は密かに優秀で凶暴な起爆配置＞や＜I'm your creation You can't hide, escape（お前が俺を創造した お前は隠れようが無いし 逃げられない）＞、＜You're just a failing matter（お前は衰える一方の存在）＞、＜I have no fear acquired This is Darwinian terror（俺は恐れを習得していない これはダーウィン的な恐怖）＞といった人類に対する宣戦布告のようなフレーズが盛り込まれている。
6. 6or9
  - 作詞・作曲：HYDE, hico, APAZZI, Ali / 編曲：hico, APAZZI

2023年9月にデジタルシングルとして発表された楽曲。
EDMビートに妖しいメロディラインとメタリックなギターリフがのせられたロックナンバーで[39]、HYDEが2022年に結成したロックバンド、THE LAST ROCKSTARSのライヴでリリース前にセルフカバーしたことのある楽曲となっている。この曲の原型は、5～6年ほど前から存在しており、HYDE曰く「2017年に発表したVAMPSの4thアルバム『UNDERWORLD』のレコーディングの時には既にあった」という[39]。そしてアメリカ・ラスベガスで行われた『UNDERWORLD』のレコーディングでこの曲の原型を提示したが、周りの評判があまり良くなかったことから、一旦寝かせていたという[39]。ただ、HYDE自身はこの曲を気に入っていたため、サビにアレンジを施したうえで友人達にこの曲の原型を聴かせたところ[40]、好評価を得たためアレンジを重ね、完成に至ったという[40]。
この曲の制作には、トラックメイカーのAPAZZIがアレンジャーとして参加している。HYDEは配信開始当時に受けたインタビューの中で、APAZZIとの作業について聞かれた際に「実は、彼とのプリプロはこれまでもあったんですよ。（中略）何回かプリプロの段階でお願いしていて。5年前につくっていたバージョンからは一旦離れてしまって、その後は、バンドメンバーのhicoとかと作業するようになったから、最終的なアレンジは彼とは作業してないんですけど、本当に初期の段階の打ち込みの音とかを彼がやってくれていて。基本的なメロディーやコードは僕が考えていったので、その頃の原型はほぼないんですけどね。THE LAST ROCKSTARSのライヴでの「6or9」は、久しぶりに参加してくれて、彼がメインでアレンジしてくれました[39]」と答えている。
この曲の歌詞は、HYDE曰く「ジミ・ヘンドリックスの楽曲「イフ・シックス・ワズ・ナイン」（アルバム『アクシス:ボールド・アズ・ラヴ』収録）からインスパイアされて作った」という[41]。HYDEは、前記の楽曲からの影響について「「If 6 Was 9」という曲には、"6が9であってもかまわない"という歌詞が出てきて、酔っ払って寝転んだらどっちがどっちだかわからない。そんな混沌とした状況をアッパーなサウンドで表現したかったんです[41]」「パーティー中で酔っぱらって、寝転がったら上か下かもよく分からない、みたいな内容がいいな、と思ったんですよね。悲劇だけど、遠くから見たら喜劇みたいな。6も9もひっくり返して見たらどっちか分からないし。大した意味はないです（笑）。意味というよりもサウンドとして、言葉の響きや言い方のほうが、僕的には重要だった[39]」と述べている。
7. INTERPLAY (Album ver.)
  - 作詞・作曲：HYDE, hico, Ali / 編曲：Nhato, PABLO

2020年3月に13thシングルの表題曲として発表された楽曲のアルバムバージョン。
新しい時代に飛び込んでいくポジティブなリリックがのせられたロックナンバー。この曲は、元号が"平成から令和に変わった時期"に制作されていたといい、HYDEはシングル発売当時のインタビューにおいて「2020年という、新たなスタートというような雰囲気もあったんで、そういう歌詞になった[4]」と述べている。
シングルとして発表したバージョンと異なり、シンセサイザーをはじめとする音色が増えており[18]、リミックスに近いかたちで収録されている。なお、本作収録版を制作するにあたって、DJのNhatoが参加している[18]。結果、ダンサンブルなシンセポップ感のあった原曲イメージを残しながら[42]、ノイジーなインダストリアル・メタル調に昇華されたアレンジに変貌している[42]。また、このリアレンジバージョンではヴォーカルエフェクトも多くかけている[42]。
HYDEは本作収録版の制作経緯について「実はこのバージョン、もともとはリリースした直後くらいにリミックスバージョンを作りたくてNhatoさんにお願いしたんです。デペッシュ・モードみたいなアレンジだし、僕としてもすごく気に入って。ライブでもこのアレンジでやり始めたんです[18]」「歌詞を全部英語にしてイングリッシュアルバムを作ろうと思ってたんですけど（中略）結局海外の人もオリジナルバージョン好きな人多いので、Nhatoさんが作ってくれた音源をアルバムに入れてしまおうということになりました[18]」と述べている。
なお、この曲のミュージック・ビデオは、ビデオノイズを採り入れた加工が施されている。この映像演出について、HYDEは「前回のツアーでやってた僕のイメージが、『ブレードランナー』とか『AKIRA』とか、あの辺の近未来のイメージだったんです。ビデオをダビングした時の荒れた画像とか、あれが当時の未来感だったんで。そういうレトロな未来感を表現してみた[4]」と述べている。また、HYDEは映像撮影において、2019年のアメリカツアーでも衣装として採り入れていた、映画『時計じかけのオレンジ』に登場するキャラクター、アレックスを意識した白いコスチュームを着用している[43]。
8. ON MY OWN
  - 作詞・作曲： HYDE, Kevin "Thrasher" Gruft, Aaron Edwards, Josh Wilbur, Ali / 編曲：Kevin "Thrasher" Gruft, Aaron Edwards, Josh Wilbur

2021年4月にデジタルシングルとして発表された楽曲。
シンセサイザーのデジタルなサウンドと、ヘヴィなリフが印象的なハードコアを融合したロックナンバー。この曲の制作には、アメリカのポスト・ハードコアバンド、エスケイプ・ザ・フェイトのギタリストを務めるケビン・スラッシャー・ガルフトがコンポーザーとして参加している。
なお、この曲の原型は、2019年にソロ名義でアメリカツアーを開催したころに、ケビンから送られたいくつかのデモの中から選ばれたものだという[44]。HYDEは複数のデモからこの曲の原型を選んだ経緯について「いただいた曲はいっぱいありましたけど、この曲が一番形にしやすそうだったので[44]」と述べている。原型を受け取った後、HYDEは2ndアルバム『666』や、VAMPSの作品制作に招聘したことのあったジョシュ・ウィルバーらとともに、本格的な制作を行っている。
この曲の歌詞は、吸血鬼を題材としたアニメ『MARS RED』のエンディングテーマに使用されたこともあり、ヴァンパイアの気持ちに寄り添うようなリリックがのせられている[45]。
9. BELIEVING IN MYSELF
  - 作詞・作曲：HYDE, Sho from MY FIRST STORY, Ali / 編曲：Sho from MY FIRST STORY

2020年3月に13thシングルの表題曲として発表された楽曲。
ポジティブなリリックがのせられた疾走感溢れるロックナンバー[46]。この曲のデモ音源は、Sho（MY FIRST STORY）が制作している。
この曲は、2020年に開催された「東京マラソン2020」の大会イメージソングに使用されている。なお、このタイアップは東京マラソンのレースディレクターを務めた早野忠昭との対談がきっかけで決まったもので、対談後に同氏からオファーがあったことでこの曲が制作されることになったという[47]。HYDEはシングル発売当時に受けたインタビューにおいて、この曲の制作イメージについて「マラソンやランニングをする人たちが気持ちよく聴ける曲にしたいなと。曲と自分のイメージをつなげようと思ったのは後半からですね。まずは自分が音楽を聴きながら走ることが多いので、走ってるときにエンジンがかかるような曲にしようと考えて[46]」「"東京マラソン"というタイアップがなかったら生まれてなかった曲だと思います。マラソンというテーマがなかったら、もっとヘビーな曲になってただろうし[46]」と語っている。
なお、本作のフィジカル発売後にプロモーションの一環で出演したTBS系音楽番組『CDTVライブ!ライブ!』では、アルバムの中からこの曲が披露されている。
10. BLEEDING
  - 作詞・作曲：HYDE, Julian, hico, Ali / 編曲：Julian, hico

激しいビートとシャウト、そしてメロディアスなサビ部分でみせる切ない唄声が印象的なメタルナンバー[48]。
この曲には、FPSに代表されるようなシューティング系ゲームをモチーフにした歌詞が綴られている[21]。HYDEはこの曲の歌詞について「今どき、1日のほとんどをゲームで過ごしてる人もたくさんいらっしゃると思うので。どっちが現実なんだろう？っていうね。ゲームのほうが現実なんじゃないかな？とも思ってしまう。現実と仮想がもうごちゃごちゃになっちゃうんじゃないかな、みたいな歌詞です[49]」「俺らの時代はファミコンとかね。あの頃も充分はまったけどね、『スーパーマリオ』とかさ。今の（ゲーム）はレベルが違うじゃん。今なんてもう自分が体感しているかのようなレベルでしょう。あれはスゴいと思います。なんか、"抜け出せないんじゃないかな？"ってちょっと僕思っちゃうもんね[21]」と述べている。なお、この曲には＜Roaming this Virtual Reality life Feeling invincible, not afraid to die（仮想現実を放浪し 無敵な気分で 死をも恐れない）＞や、＜They say I'm confused With what is the truth But I feel all right（みんなは俺が混乱していると言う 現実とは何か でも俺は全然気にしない）＞といった現実とゲームの世界を混濁させたようなフレーズが登場する。
ちなみに、この曲は東海テレビ制作・フジテレビ系ドラマ『嗤う淑女』のオープニングテーマに使用されている。HYDEはドラマへ楽曲を提供することが発表された際に「"こんなメタルの曲で大丈夫かな？"と思っていましたが、監督から"ドラマと楽曲・歌詞の世界観がピッタリなので反響も楽しみです"とメッセージをいただき嬉しかったです。恐怖に満ちていて心を震わせる『嗤う淑女』に、"出血"の意味を持つ「BLEEDING」が更なる恐怖の世界に誘っていければと思います[48]」とコメントを寄せている。
11. I GOT 666
  - 作詞・作曲：HYDE, Drew Fulk, PABLO, Ali / 編曲：PABLO

冒頭の印象的なグロウルから展開する楽曲で[16]、ディストーションギターが曲を引っ張っていくオルタナティヴなニュー・メタルに仕上げられている[42]。ちなみにこの曲は、2023年6月から開催したライヴツアー「HYDE LIVE 2023」で先行披露されていた楽曲となっている。
この曲の原型は、クラウン・ジ・エンパイアやイン・ディス・モーメントを手掛けるドリュー・フルクが制作しており、2018年頃には手元にあったという[7]。そしてアレンジを煮詰めていく中で、PABLO（Pay money To my Pain）らとともに作業を行っている[7]。
HYDEは本作発売当時に受けたインタビューの中で、制作を振り返り「僕としてはまだ変えたい部分がいっぱいあって。元の素材は2018年ぐらいからあったんですけど、アレンジに時間が掛かってしまって。実際にできたのは2年前ぐらいだったかな？部分的にはいいところがあったんですけど、"この曲はもっと行けそうな気がする"と思っていて。PABLOにイメージを伝えて一緒に作って、オケは彼が完成させたという感じですね[7]」と述べている。なお、HYDE曰く、この曲を制作するにあたり「もっとヘヴィな雰囲気、スリップノットみたいになんねぇかな？[17]」という話をPABLOにしたという[17]。
また、この曲はクリーンとシャウトの間の歪んだヴォーカルワークが特徴となっている[17]。HYDEは今回のアルバムでの歌唱について「これまではちょっと違うところで歪ませてたので、力めば力むほど、きれいになっちゃう。歪んではいるんだけどクリアなんですよね。それがなにか違ったんだなって気がついて。今はちゃんとした、みなさんがやってるような歪みを意識してます[17]」と述べている。
なお、HYDEはこの曲の仕上がりについて「今回のアルバムの中で、この曲に関してはキャッチーの表現が違いますね[17]」「これまでの曲はどこかメロディアスだったりしますけど、この曲は歌詞だったり、その掛け合いだったりでキャッチーさを出している。"666"っていうシンプルなサビの歌詞だったりね[17]」と述べている。ちなみにHYDEは、本作発売当時に「アルバムの中でお気に入りの曲は？」と聞かれた際、この曲をあげていたことがある。
歌詞とタイトルには、新約聖書の『ヨハネの黙示録』において「獣の数字（＝悪魔の数字）」に位置付けられている「666」という数字が使われている。この数字は、HYDEが好んで作品やライヴグッズに使っているもので、2ndアルバムではアルバムタイトルとして採用したこともあった。HYDEは"神と悪魔"という題材を好む理由について「例えば、神様は"こうしなさい"、"ここからはみ出ちゃ駄目"ってレールを敷いている人と捉えることもできるわけで。逆に、悪魔は"それは正しいのか？"とか"もっと好きなようにすれば？"みたいな自由の象徴として解釈することもできるなと思うから、そこはもう考え方次第[9]」「きっと多くの人は神様＝善っていうイメージを持ってるだろうけど、果たして本当にそうなのか？って考え出すとなかなか面白い[9]」と述べている。
12. SOCIAL VIRUS
  - 作詞・作曲：HYDE, YD from CRYSTAL LAKE, Ali / 編曲：YD from CRYSTAL LAKE

ブレイクダウンを導入した重厚なサウンドが印象的なメタルコアテイストの楽曲。HYDE曰く、この曲を12曲目に置くことは当初から想定していたことだったという[21]。HYDEは、アルバムの最後2曲を含めた楽曲の配置について「1、2と12、13曲目は決まってた[21]」「「LAST SONG」は最後にしたいなって。で、「SOCIAL VIRUS」ってめちゃめちゃヘヴィなんで、この後どの曲も難しかった。だから一気に変えないと[21]」と述べている。
この曲は、YD（CRYSTAL LAKE）が制作したデモ音源をもとに[18]、HYDEがAliとともに制作した楽曲となっている[18]。HYDEはデモを聴いた印象について「彼（=YD）の作る曲や音はメタルコアと言えばメタルコアなんですけど、世界に通用するようなメタルコアだなっていう印象がありますね。ちゃんと個性もあるし[16]」と述べている。また、HYDEはデモを受け取った後の制作を振り返り「デモではあのイントロパートは違うブロックにあったんですけど、昔のメタルっぽい、いかにもな感じで始まる曲が欲しかったので、ジューダス・プリーストの「ヘリオン」みたいな感じにしたいという思いから構成をいじって、メタル色を強めにしました[18]」と述べている。
歌詞はタイトルに表れているように、社会の病巣が炙り出されたようなリリックが綴られている[16]。HYDEはこの曲の歌詞について「僕としては何十年も怒っていることにもう一度首を突っ込んで書いたという感じ[7]」「これはただ僕が怒っていることを書いた詞です。とはいえ、核の部分はあえて誰にも分からないように書いてます。ファンのみんなだって日々いろんなことで何かしら怒ってると思うんでね。それをそれぞれがあてはめる形で、ライヴに来たときは一緒に怒って叫べばいいんじゃない？って考えてます[16]」と語っている。なお、HYDEは歌詞の詳細について「具体的なことは伏せますけど。言葉にするのもはばかられるし、普段は無視しているけど、歌詞を書くときには比喩として表現することで消化してます。具体的になんのことを歌ってるのか、今言うと面倒くさいことになるから。ネットニュースで"HYDEがあんなこと言っていた"とか書かれちゃうし（笑）[18]」と述べている。
なお、本作のフィジカル発売後にプロモーションの一環で出演したテレビ朝日系音楽番組『ミュージックステーション』や日本テレビ系音楽番組『with MUSIC』『バズリズム02』では、アルバムの中からこの曲が披露されている。
13. LAST SONG
  - 作詞・作曲：HYDE, Ryo "LEFTY" Miyata, hico, Ali / 編曲：Ryo "LEFTY" Miyata, hico

曲が進むにつれ、悲壮感が壮麗な世界を創り上げていく情景変化が印象的なロック・バラード[42]。この曲のタイトル「LAST SONG」は「ライヴの最後にふさわしい曲」という意図で、仮題として付けていたものだった[21][50]。そのため、歌詞が出来上がった後にタイトルを変更する予定だったが、HYDEの中で「変えなくてもいいかな[21]」と心変わりがあり、正式な曲名として採用されることになった[18][21][50]。なお、曲名が日本語で「最後の歌」を意味していることもあってか、アルバム収録曲が発表された際に「HYDEの音楽活動の終わりを表した歌詞とタイトルではないか」という臆測がリスナーの間で流れたが[50]、HYDEはこの反応について「臆測が出回ってましたけど、僕としては"まったく違うのにな～。しめしめ。"と思ってました（笑）[50][51]」と述べている。
HYDE曰く、前作『ANTI』を発表した直後から、「こういうバラードをアルバムの最後に収録したい」という思いがあったという[21][51]。HYDEは本作発売当時に受けたインタビューの中で、この曲の制作経緯について「そもそも、このアルバムの中にバラードが入ってたらいいなとは考えていたんです。例えばリンキン・パークのアルバムにもユルい感じの曲があったり、ブリング・ミー・ザ・ホライズンもかわいい曲があったりするんで。一番は僕がやりたいライブを想像したとき、「LAST SONG」のようなバラードを最後に歌えたらいいなと思ってて[18]」と述べている。なお、HYDE曰く、この曲はピョートル・チャイコフスキーが手掛けたバレエ音楽「白鳥の湖」から着想を得たという[51]。HYDEはこの曲のイメージについて「イメージとしては"白鳥の湖"のような、同じテーマがどんどんヘヴィーになっていって、最後にバーン！と行く曲を作りたいなというのが狙いでした。でも、その前までも美しい曲であってほしいし、ちゃんとワンコーラスはきれいな曲であってほしいなと思っていたので、そこは結構苦労しましたね[51]」と述べている。
ただ、このような思いがあったものの、アレンジを重ねていく中で納得のいく仕上がりにすることができず、制作に3〜4年ほどかかってしまったと述べている[18]。HYDEは長期にわたる制作を振り返り「最後のドーンと盛り上がるところはオーケストラとダウンチューニングのギターだと思ってたんですけど、その融合がまた大変で。普通にやると、なんだかシンフォニックメタルみたいになっちゃって、僕がやりたいジャンルとちょっと違う方向へ行っちゃうので。そこじゃないんだよなってところで大変でしたね[14][52]」「何人かと一緒にとりかかっていたんだけど、ずっと自分のイメージする形にはならなかったんです。で、最後にレフティ（宮田“レフティ”リョウ）と一緒にやってみるかとなって。（中略）一緒にスタジオに入って作業を始めたらいい感じで。そこでほぼほぼOKになりましたね[18]」と述べている。
また、曲の終盤ではサーカスを思わせるサウンドが加わり[20]、場面転換を起こすようなアレンジが施されている。HYDEは曲終盤の展開について「まずは、『ハリー・ポッター』のような不思議な転調をあそこでしたかったということ。あとは、今やっている（2024年の）ライヴ自体が少しサーカスっぽい、見世物小屋のような雰囲気があるので、その感じをプラスしたかったという感じですね[20]」と語っている。なお、HYDEはこの曲の仕上がりについて「仕上げはhicoが担当してくれたんですけど、hicoとレフティがいなかったら「LAST SONG」は完成しなかったですね[18]」「本当はもっと弦（ストリングス）を出せたんですけど、出すとクサくなってダメみたいで。ホーンならなんとかうまくまとまって、いい感じになりました[52]」と語っている。
この曲には、ミックスボイスからファルセット、そして曲終盤でのロングトーンと、多彩なヴォーカルワークが収められている[42]。なお、HYDEは本作発売当時に、この曲の歌唱について「現時点での、僕のヴォーカリゼーションの最高峰[52]」と述べている。HYDEは本作発売当時に受けたインタビューの中で、歌録りを振り返り「日本語は発音を一切気にしないのでその重荷がないんですよ。だから、感情面などでもうちょっと面白いことが表現できるんですけど、英語は発音という大きな重荷があるので、結構そこに時間が掛かってしまって。この曲も費やした時間は他の曲と近いんですけど、そんな中、少しは多く感情を込められたかな？とか、良いニュアンスが出せたのかな？とか。確かにそういう意味では、ここ最近では一番よく録れたかな？とは思います[20]」と述懐している。
この曲の歌詞は、嘘で自分を防御しようとする人物の視点で綴られている[52]。詞の着想は、HYDE曰く「なんでこの人は嘘つくんだろう？[52]」という疑問から出てきたものだといい[52]、「モデルになった実在の人物がいる」と音楽雑誌『ROCK AND READ』のインタビューで明かしている[53]。HYDEは作詞作業を振り返り「"ああ、（嘘は）防御なんだな、盾なんだな、その人なりの生き方なんだな"って。僕がヘタにその盾を取っちゃうと、弱い自分しか残らないから、生きにくいんですよね。そういう気持ちがこの曲にハマるなと思って[53]」「うまく社会に馴染めない人、嘘をつく人の気持ちを考えて書きました。そういう人ってみんな、頑張ってるのに理解してもらえないみたいなことが起きてるんだろうし、そんな状況はこの曲にハマるなと思ったんですよ。主人公は前向きに生きているつもりなのに、その姿を笑われて歯車がどんどん狂っていく、という内容ですね[16]」と述べている。なお、歌詞に登場する＜Don't inspect or analyze（調べないで 分析しないで）＞や＜Don't inspect or scrutinize（調べないで 精査しないで）＞というフレーズは、HYDE曰く「嘘という盾をとらないで」という意図で綴ったという[53]。また、作詞するにあたり、レディオヘッドの楽曲「クリープ」のイメージも持っていたという[54]。HYDEは本作発売当時に受けたインタビューの中で「内容はちょっとあの曲（＝「クリープ」）に近いというか[54]」と述べている。
ちなみにHYDEは、「嘘をつくことで自分自身を守ること」について「僕自身、嘘をつくとかそういうのはなかったけど、いじめられっ子だったので、いじめられる側とか、弱い人の気持ちはすごくわかる[53]」と述べている。余談だが、HYDEは少年時代にいじめを受けた経験があることを、2002年に出版された音楽雑誌『ROCKIN'ON JAPAN』などで明かしていたことがある[55]。
なお、この曲のミュージック・ビデオは、全編オーストリアで撮影されている[9][56]。HYDEは2023年11月からオーストリア観光大使を務めており、こういった関係性もあり、日本人アーティストとして初めてウィーンの美術史美術館での映像撮影が行われることになった[57]。
映像は短編映画のような仕上がりとなっており[9]、社会に馴染めず居場所のない人物を演じるHYDEが、あるきっかけにより自分の盾を失い、狂気のまま凶行に走ってしまう内容となっている。この映像の中には、深い陰影による光と影のコントラストが印象的なルカ・ジョルダーノ作の油彩画『反逆天使を破る聖ミシェル』が登場しており[9]、映像序盤では描かれた聖ミシェルをHYDEが見上げるシーン、映像終盤ではHYDEが絵画の前で崩れ落ちながら狂い笑うシーンが挿入されている。HYDEは撮影を振り返り「なんとなく精神が安定してない雰囲気というのは監督と話して、そのイメージは少しありました。基本的には歌詞そのままのストーリーなので、その世界観の中に入ったという感じです[54]」と述懐している。
また、HYDEは＜Still laughing Still laughing（まだ笑っている まだ笑っている）＞というフレーズが流れるシーンについて「（映像内の）仮面は全部笑っているんです。いくら努力しても僕のことを誰も認めてくれなくていつも笑われているという表現で。それで、最後は自分も笑っているというね[54]」と述べている。

## 初回限定盤,完全数量限定ボックス付属Blu-ray
1. LET IT OUT (Music Video)
Directed by ISSEI
Produced by HYDE
2. PANDORA (Music Video)
Directed by 山口実果 (NEEDLE-hari-INC.)
Produced by HYDE
3. TAKING THEM DOWN (Music Video)
Directed by 山口実果 (NEEDLE-hari-INC.)
Produced by HYDE
4. DEFEAT (Lyric Video)
Directed by Yuya "Shishikaba" Yokokura (NEW BLACK)
Produced by HYDE
©CAPCOM CO.,LTD. 2019. 2020 ALL RIGHTS RESERVED
5. 6or9 (Music Video)
Directed by 山口実果 (NEEDLE-hari-INC.)
Produced by HYDE
6. INTERPLAY (Music Video)
Directed by ZUMI
Produced by HYDE, 小浜元 (P.I.C.S.)
7. ON MY OWN (Lyric Video)
Produced by HYDE
©藤沢文翁 / SIGNAL.MD / MARS RED 製作委員会
8. BELIEVING IN MYSELF (Music Video)
Directed by 遠藤研介
Produced by HYDE, Yuya "Shishikaba" Yokokura (NEW BLACK)
9. BLEEDING (Lyric Video)
Directed by vanishock inc.
Produced by HYDE
10. I GOT 666 (Lyric Video)
Directed by 二階健
Art Directed / Graphic Designed by Ryo Misaki
Rube Goldberg Machine Designed by Ryoutatsu Tamaoki
Prop Maked by Maho Yuki, Miori Hayashi, Fuhito Sakai
Special Thanks Kenichi Aikawa
Produced by HYDE, 二階健
11. SOCIAL VIRUS (Music Video)
Directed by ツネハシタケシ (EPOCH)
Produced by HYDE, 小浜元 (P.I.C.S.)
12. LAST SONG (Music Video)
Directed by 山口実果 (NEEDLE-hari-INC.)
Produced by HYDE

- 「HYDE LIVE 2022 DIGEST」
2022年開催のZepp Haneda (TOKYO)公演から厳選したライヴ映像をダイジェスト収録（完全数量限定ボックス付属Blu-rayのみ）

## クレジット
| - HYDE：Vocal - Produced by HYDE - Mastered by クリス・アセンズ - Mastering Assisted by デイヴ・ハフマン INSIDE HEAD - Written by HYDE, hico - Arrangement & Instruments：hico LET IT OUT - Written by HYDE, Kuboty, hico, Ali - Arrangement & Instruments：Kuboty, hico - Backing Vocals：HYDE, シーン・ビーヴァン, hico - Recorded by 米津裕二郎, Yuji Tanaka, Kohei Hatakeyama - Mixed by ジョシュ・ウィルバー PANDORA - Written by HYDE, SHOW-HATE from SiM, hico, Ali - Arrangement & Instruments：SHOW-HATE from SiM - Guitars：Sugi from coldrain - appears by the courtesy of Warner Music Japan Inc. - Recorded by 米津裕二郎 - Mixed by 渡辺敏広 TAKING THEM DOWN - Written by HYDE, Julian, hico, Ali - Arrangement & Instruments：Julian, hico - Recorded by 米津裕二郎 - Mixed by 渡辺敏広 DEFEAT - Written by HYDE, SHOW-HATE from SiM, hico, Ali - Arrangement & Instruments：SHOW-HATE from SiM - Guitars：Sugi from coldrain - appears by the courtesy of Warner Music Japan Inc. - Recorded by 米津裕二郎 - Mixed by ジョシュ・ウィルバー 6or9 - Written by HYDE, hico, APAZZI, Ali - Arrangement & Instruments：hico, APAZZI - Guitars：PABLO - Recorded & Mixed by 米津裕二郎 INTERLAY (Album ver.) - Written by HYDE, hico, Ali - Arrangement & Instruments：Nhato, PABLO - Recorded by 米津裕二郎 - Mixed by Nhato ON MY OWN - Written by HYDE, Kevin "Thrasher" Gruft, Aaron Edwards, Josh Wilbur, Ali - Arrangement & Instruments：Kevin "Thrasher" Gruft, Aaron Edwards, Josh Wilbur - Recorded & Mixed by ジョシュ・ウィルバー BELIEVING IN MYSELF - Written by HYDE, Sho from MY FIRST STORY, Ali - Arrangement & Instruments：Sho from MY FIRST STORY - Backing Vocals：Kenichi Takemoto, Nana Hatori - Recorded by Kohei Hatakeyama, Shinichiro Murayama - Mixed by 渡辺敏広 | BLEEDING - Written by HYDE, Julian, hico, Ali - Arrangement & Instruments：Julian, hico - Recorded by 米津裕二郎 - Mixed by ジョシュ・ウィルバー I GOT 666 - Written by HYDE, Drew Fulk, PABLO, Ali - Arrangement & Instruments：PABLO - Drum Arrangement：Hibiki from Matenrou Opera - Programming：G4CH4 - Backing Vocals：PABLO, Julian, Ali - Recorded by 米津裕二郎 - Mixed by ジョシュ・ウィルバー SOCIAL VIRUS - Written by HYDE, YD from CRYSTAL LAKE, Ali - Arrangement & Instruments：YD from CRYSTAL LAKE - German Voice：Sarah Miyata - Recorded by 熊谷邑太, YD from CRYSTAL LAKE - Mixed by Jeff Dunne LAST SONG - Written by HYDE, Ryo "LEFTY" Miyata, hico, Ali - Arrangement & Instruments：Ryo "LEFTY" Miyata, hico - Pre Production：MAIKO - Recorded by 熊谷邑太, Ryo "LEFTY" Miyata - Mixed by 渡辺敏広 [Artwork etc] - Art Director：原野賢太郎 (Hakuhodo), Koji Nakao (MALIVEU) - Artwork Coordinators：Hikaru Arashida (Hakuhodo), Yusuke Sayama (Hakuhodo), Yoshuke Suzuki (Hakuhodo) - Artwork Supervisor：Kazue Yaguma - Photographer：Takayuki Okada - Stylists：高見佳明, Natsumi Toguchi - Hair & Make-up Artist：荒木尚子（Octbre.） - A&R Director：Michio Hasebe (Virgin Music / Universal Music), Jo Imada (Virgin Music / Universal Music) - Marketing Director：Ryo Koga（Virgin Music / Universal Music）, Naofumi Shimada (Virgin Music / Universal Music) - Sales Promotion：Noriko Yasuhara (Universal Music), Natsuko Kawakami (Universal Music) - Artwork Coordinator：Takeshi Doke (Universal Music) - Label Head：Kazuhiro Imanari (Virgin Music / Universal Music) - Management：Jun Katano (VAMPROSE), Takaharu Kon (VAMPROSE), Yuki Yoshida (VAMPROSE), Nanami Hongo (VAMPROSE), Naoki Kimura (VAMPROSE) - Web Promoters：Ikuko Terada (VAMPROSE), Naoki Nakayama (Chinet) - A&R Producer：中山千恵子 (VAMPROSE) - Line Director：Akira Watanabe (Chinet) - Management Adviser：大石征裕（MAVERICK DC GROUP） - Executive Producers：福島清志 (VAMPROSE), Naoshi Fujikura (Universal Music), Taku Nakamura (Universal Music) - Special Thanks：MORI CHACK, Austrian Embassy Tokyo Tourism / Austria Tourism, ©藤沢文翁 / SIGNAL.MD / MARS RED 製作委員会, ...And you |

## タイアップ
| 年     | 楽曲                | タイアップ |
| ------ | ------------------- | --- |
| 2020年 | BELIEVING IN MYSELF | 東京マラソン2020大会イメージソング                                                                                       |
| 2020年 | INTERPLAY           | 「P真・北斗無双」テーマソング                                                                                            |
| 2020年 | DEFEAT              | PlayStation 5版ゲーム『デビルメイクライ5 スペシャルエディション』コラボレーションソング                                  |
| 2021年 | ON MY OWN           | 読売テレビ系アニメ『MARS RED』エンディングテーマ                                                                         |
| 2022年 | PANDORA             | PlayStation 4, PlayStation 5, Xbox One, Xbox Series X/S, Steam用ゲーム『スターオーシャン6 THE DIVINE FORCE』テーマソング |
| 2023年 | TAKING THEM DOWN    | 「P真・北斗無双第4章」タイアップソング                                                                                   |
| 2024年 | BLEEDING            | 東海テレビ制作・フジテレビ系ドラマ『嗤う淑女』オープニング曲                                                             |